# Dalechampia ilheotica
Dalechampia ilheotica là một loài thực vật có hoa trong họ Đại kích. Loài này được Wawra mô tả khoa học đầu tiên năm 1863.